# 棣州
棣州（ていしゅう）は、中国にかつて存在した州。隋代から明初にかけて、現在の山東省浜州市一帯に設置された。

## 概要
586年（開皇6年）、隋により棣州が立てられた。棣州は陽信・楽陵・饒安・無棣・高城・浮陽の6県を管轄した。596年（開皇16年）、鬲津・滳河・厭次・蒲台・浮水の5県が置かれて、棣州の管轄県に加えられた。598年（開皇18年）、高城県は塩山県と改められ、浮陽県は清池県と改められた。606年（大業2年）、棣州は滄州と改められた。607年（大業3年）に州が廃止されて郡が置かれると、滄州は渤海郡と改称された。
621年（武徳4年）、唐により隋の渤海郡陽信県の地に棣州が置かれた。棣州は陽信・楽陵・厭次・滳河の4県を管轄した。623年（武徳6年）、棣州は廃止されて滄州に編入された。643年（貞観17年）、厭次県に再び棣州が置かれた。棣州は厭次・滳河・陽信の3県を管轄した。742年（天宝元年）、棣州は楽安郡と改称された。760年（上元元年）、楽安郡は棣州の称にもどされた。棣州は河南道に属し、厭次・滳河・陽信・蒲台・渤海の5県を管轄した。
956年（顕徳3年）、後周により棣州の渤海・蒲台の2県が分離されて、浜州に転属した。
北宋のとき、棣州は河北東路に属し、厭次・商河・陽信の3県を管轄した。
金のとき、棣州は山東東路に属し、厭次・商河・陽信の3県と清河・帰化・達多・永利・脂角・欽風・西界・帰仁・官口の9鎮を管轄した。
元のとき、棣州は済南路に属し、厭次・商河・陽信・東無棣の4県を管轄した。
明の洪武初年、棣州と厭次県が廃止された。1373年（洪武6年）、再び州が置かれて、楽安州と改められた。1426年（宣徳元年）、楽安州は武定州と改称された。